# 척문리산성
척문리산성(尺門里山城)은 대한민국 전북특별자치도 남원시 이백면에 있는 산성이다. 1981년 4월 1일 전북특별자치도의 기념물 제52호로 지정되었다.

## 개요
산성 안에 계곡을 품고 산 정상부를 둘러쌓은 삼국시대의 산성으로, 산봉우리가 동쪽에서 뻗어내리고 있어 수구를 골짜기인 서남쪽을 향해 뚫어 놓았으며, 돌로 쌓았다.
성의 둘레는 567m이고, 동·서 길이 182m, 남·북 길이 120m, 성 안의 면적은 15,523cm3에 이른다. 수구(水口)에서 서북쪽 성벽의 끝자락까지는 성벽을 2중으로 쌓았고, 그 사이에는 적의 침입을 어렵게 하기 위해 물길을 돌린 환호를 파두었다. 급한 경사를 이루고 있는 요천강변 쪽으로는 높이 9m의 견고한 성벽을 쌓았으며, 성 안에서 가장 높은 곳인 동남쪽 끝자락에는 장수가 올라가 아래를 내려다보며 지휘할 수 있도록 설치한 장대터가 남아 있다.
성안 수구의 통로 서쪽으로 너비 30m 정도의 평지가 있는데, 이곳에 기와와 토기편이 많이 출토되었다. 그 중 세발접시, 목이 밖으로 바라진 항아리, 뚜껑이 있는 접시, 아가리가 넓은 항아리들이 나왔으며, 삿무늬가 찍힌 백제 기와가 다량으로 출토되었다.
요천강 상류의 대평리산성과 동쪽 장교리의 합민산성과 연결되어 백제와 신라의 국경이 맞붙은 중요한 지역으로, 두 나라간의 격전이 치열했던 산성으로 짐작된다.

## 참고 자료
- 척문리산성 - 국가유산청 국가유산포털